# Veerdam (Kamperland)
De veerdam in Kamperland is een monumentale dam met aanlegsteiger in Kamperland in de provincie Zeeland. 
De vroegste meldingen van een veer tussen Campen (nu Kamperland) en Veere over het Veerse Gat stammen uit de veertiende en vijftiende eeuw. Op de plaats van de huidige veerdam was de aanlegplaats aan de kant van Kamperland. Vanaf 1924 ging de provincie, later de Provinciale Stoombootdiensten in Zeeland, de veerdienst exploiteren. De al aanwezige veerdam werd daarom in 1926 opgehoogd en er werd een steiger aangelegd. Deze steiger maakt aan het eind een haakse bocht, waar de veerboot aanlegde. Vanaf de steiger is er een prachtig uitzicht op Veere. De veerdienst zou tot 1961 doorvaren, totdat de Veerse Gatdam werd opengesteld voor verkeer. Tegenwoordig vaart er in de zomermaanden tussen Kamperland en Veere over het Veerse Meer een fietsveer. 
De veerdam kent nog gedeeltelijk de oorspronkelijke verharding met basalt. 